# Interstate 43
Die Interstate 43 (kurz I-43) ist ein Interstate Highway im Bundesstaat Wisconsin in den Vereinigten Staaten. Sie beginnt an der Interstate 39 und der Interstate 90 in Beloit und endet in Green Bay an den U.S. Highways 41 und 141.

## Wichtige Städte

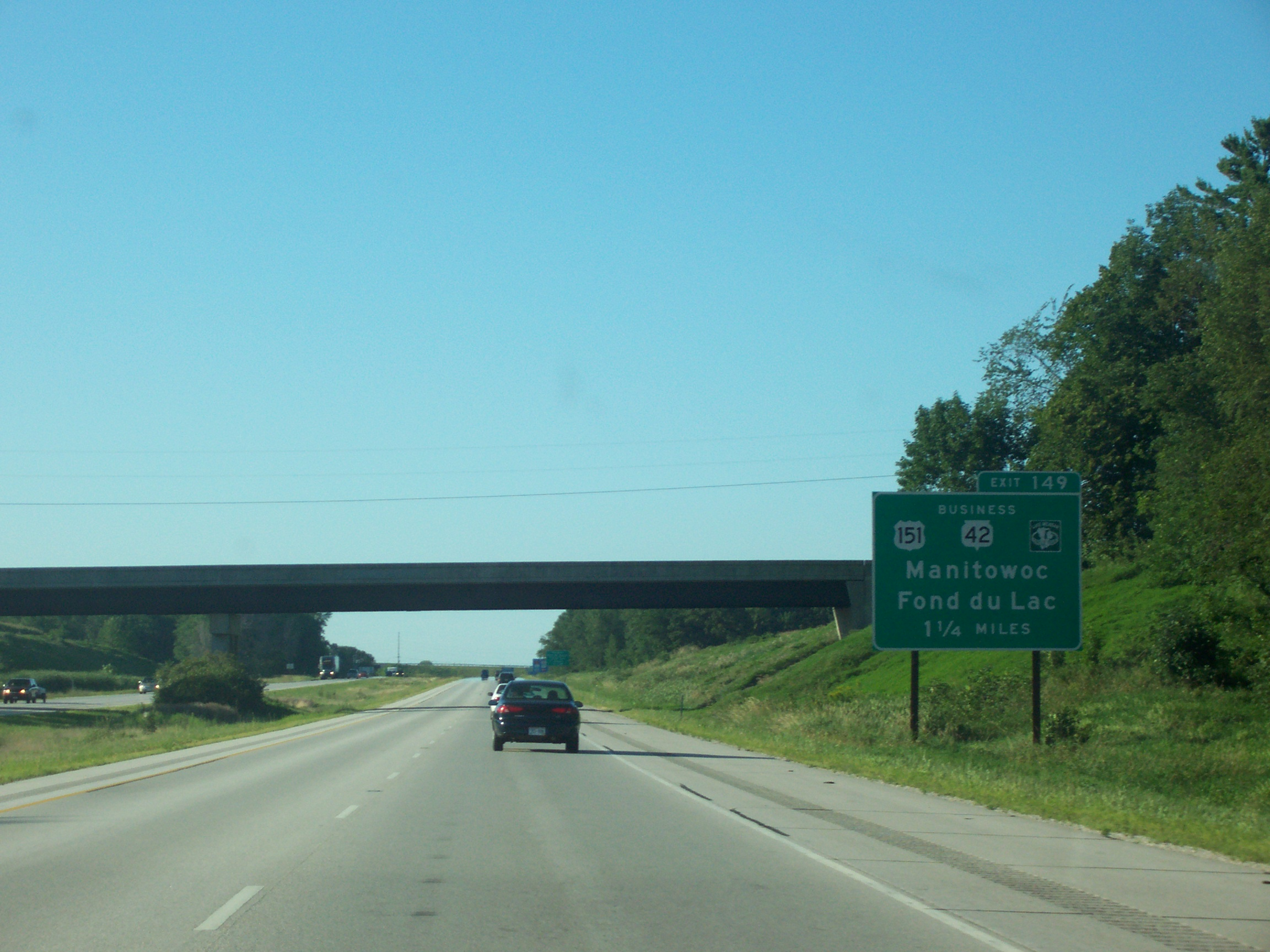
I-43 bei Manitowoc.

- Beloit
- Milwaukee
- Sheboygan
- Manitowoc
- Green Bay

## Geschichte
Einige Strecken der Interstate 43 gab es schon vor der Heraufstufung zur Interstate. Der südliche Abschnitt bis zur Interstate 894 war früher als Wisconsin State Route 15 bekannt. Der nördliche Abschnitt ab dem Kreuz mit der Interstate 94 und der Interstate 794 in Milwaukee gehörte ursprünglich zum U.S. Highway 141. Der südlichste Teil der US 141 wurde der erste Abschnitt der I-43. Das südliche Teilstück der Interstate ist als Rock Freeway bekannt. Dies soll die Verbindung von Milwaukee mit dem Rock County hervorheben.